# Paul Dejean (rugby)
Pour les articles homonymes, voir Paul Dejean et Dejean.
Pas d'image ? Cliquez ici

a Compétitions nationales et continentales officielles uniquement.

b Matchs officiels uniquement.
Paul Dejean, dit « Popaul », né le 14 juillet 1921 à Perpignan (Pyrénées-Orientales) et décédé le 28 février 2003 à Toulouse (Haute-Garonne), est un joueur de rugby à XV et international français de rugby à XIII, évoluant au poste de centre, d'ailier ou de demi d'ouverture.
Enfant de Perpignan, il découvre, lycéen, le rugby à XV en intégrant le club de l'U.S.A. Perpignan au poste d'ailier tout en pratiquant avec succès l'athlétisme, champion scolaire du Roussillon sur le 100 mètres. En 1942, un différend avec ses dirigeants l'amène à rejoindre le R.C. Catalan.
A la Libération en 1944, l'interdiction du rugby à XIII durant la Seconde Guerre mondiale est levée et le club du R.C. Catalan redevient le XIII Catalan d'avant-guerre. P. Dejean reste au club et change ainsi de code de rugby pour le rugby à XIII. Il devient le joueur symbole de ce club d'après-guerre avec Gaston Comes, Irénée Carrère et Ambroise Ulma, et prend le capitanat du club jusqu'en 1952 à sa retraite sportive. Il y obtient de nombreux succès en remportant la Coupe de France en 1945 et 1950, et dispute une finale du Championnat de France en 1951 perdue face à l'U.S. Lyon-Villeurbanne.
Centre référence du Championnat de France, capable de jouer demi d'ouverture ou ailier avec succès, il compte également 10 sélections avec l'équipe de France, prenant part au titre de la Coupe d'Europe des nations en 1949. Il décline toutefois la tournée de l'équipe de France en 1951 en Australie en raison d'une blessure au rein.
Il reste près du monde ru rugby à XIII et intègre entre 1976 et 1977 le comité de sélection de l'équipe de France avec Antoine Jimenez et Henri Vaslin. Il lègue son nom à une compétition française mettant aux prises les clubs amateurs de rugby à XIII : la Coupe Paul Dejean.

## Biographie
Sa femme, Nelly Dejean née Coulondre, fut capitaine de l'équipe de basket-ball d'Avignon avant leur rencontre. Son fils, Bernard Dejean, est président d’honneur du XIII Catalan et président de l’Amicale des Anciens du même club.
Il fut capitaine et demi d'ouverture - ou centre - du XIII Catalan entre 1944 et 1954 (un ouvrage indiquant cependant qu'il a été ailier ou troisième ligne).
Composition des Catalans :
Engagé pleinement dans tous les aspects de sa vie professionnelle et sportive, il restera le légendaire capitaine des Catalans de France qui ont terrassé l'équipe d'Australie 20 à 5 le 26 décembre 1948, au stade Jean Laffon de Perpignan. Joueur courageux, dur au mal, il a été gravement blessé à un rein lors d'une rencontre internationale, France - Empire Britannique, mais resta sur la pelouse jusqu'à la fin de la rencontre. Cette grave blessure, opérée immédiatement, l'écartera de la fameuse tournée de l'équipe de France de rugby à XIII en 1951, en Australie. Il existe une compétition française de rugby à XIII qui porte son nom (Coupe Paul Dejean) et qui est disputée sous forme de tournoi entre les clubs de première division.
« Dans le civil », il était courtier en primeurs, un ouvrage de 2011 indiquant que « son entreprise perdure encore ».

## Palmarès
- Collectif :
  - Vainqueur de la Coupe d'Europe des nations  : 1949 (France)
  - Vainqueur de la Coupe de France : 1945 et 1950 (XIII Catalan)
  - Finaliste du Championnat de France : 1951 (XIII Catalan).
  - Finaliste de la Coupe de France : 1946 et 1952 (XIII Catalan)

- Individuel :
  - Capitaine du XIII Catalan de 1945 à 1952

### Détails en sélection
| 1.  | 24 mars 1946     | Pays de Galles      | 19-7  | Coupe d'Europe | Centre | 3 | 1 | - | - |
| 2.  | 23 novembre 1947 | Pays de Galles      | 29-21 | Coupe d'Europe | Centre | 9 | 3 | - | - |
| 3.  | 25 janvier 1948  | Nouvelle-Zélande    | 25-7  | Coupe d'Europe | Ailier | 6 | 2 | - | - |
| 4.  | 20 mars 1948     | Pays de Galles      | 20-12 | Coupe d'Europe | Centre | 3 | 1 | - | - |
| 5.  | 11 avril 1948    | Angleterre          | 10-25 | Coupe d'Europe | Centre | - | - | - | - |
| 6.  | 23 janvier 1949  | Australie           | 0-10  |                | Centre | - | - | - | - |
| 7.  | 12 mars 1949     | Angleterre          | 12-5  | Coupe d'Europe | Centre | - | - | - | - |
| 8.  | 10 avril 1949    | Pays de Galles      | 11-0  | Coupe d'Europe | Centre | - | - | - | - |
| 9.  | 12 novembre 1949 | Pays de Galles      | 8-16  | Coupe d'Europe | Centre | - | - | - | - |
| 10. | 15 janvier 1950  | Autres Nationalités | 8-3   | Coupe d'Europe | Centre | 2 | - | - | 1 |

### Statistiques
| Saison    | Saison       | Championnat           | Championnat | Coupe           | Coupe      | Sélection | Sélection | Sélection | Sélection | Sélection | Sélection |
| Saison    | Saison       | Comp.                 | Class.      | Comp.           | Class.     | Comp.     | M         | Pts       | Ess.      | Buts      | Dp.       |
| --------- | ------------ | --------------------- | ----------- | --------------- | ---------- | --------- | --------- | --------- | --------- | --------- | --------- |
| 1944-1945 | XIII Catalan | Championnat de France | 1/2 finale  | Coupe de France | Vainqueur  |           |           |           |           |           |           |
| 1945-1946 | XIII Catalan | Championnat de France | ?           | Coupe de France | Finaliste  | CE        | 1         | 3         | 1         | 0         | 0         |
| 1946-1947 | XIII Catalan | Championnat de France | 6e          | Coupe de France | 1/8 finale |           |           |           |           |           |           |
| 1947-1948 | XIII Catalan | Championnat de France | 5e          | Coupe de France | 1/8 finale | CE        | 4         | 18        | 6         | 0         | 0         |
| 1948-1949 | XIII Catalan | Championnat de France | 5e          | Coupe de France | 1/8 finale | CE        | 3         | 0         | 0         | 0         | 0         |
| 1949-1950 | XIII Catalan | Championnat de France | 1/2 finale  | Coupe de France | Vainqueur  | CE        | 2         | 2         | 0         | 0         | 1         |
| 1950-1951 | XIII Catalan | Championnat de France | Finaliste   | Coupe de France | 1/2 finale |           |           |           |           |           |           |
| 1951-1952 | XIII Catalan | Championnat de France | 8e          | Coupe de France | Finaliste  |           |           |           |           |           |           |

## Distinctions
Le dimanche 7 mars 2004, à 11 h 30, le Maire de Perpignan Jean-Paul Alduy inaugura l'avenue Paul Dejean, devant le stade Jean-Laffon, en préambule de la rencontre du Championnat de France de rugby à XIII Élite 1 : Union Treiziste Catalane - Toulouse Olympique XIII. Une plaque commémorative porte l'inscription : avenue Paul Dejean, ancien capitaine du XIII catalan, de l'équipe de France de rugby à XIII et des Catalans de France - Médaillé d'or de la jeunesse et des sports.

### Autres références
1. 1 2  Décès de Nelly Dejean à Perpignan, Bruno Onteniente, lindependant.fr, le 5 août 2021.
2. 1 2  Aimé Mouret, Le Who's who du rugby à XIII, Toulouse, Éditions de l'Ixcea, décembre 2011, 291 p. (ISBN 978-2-84918-118-8), « Dejean Paul », p. 82
3. ↑  Demelin et Campistrous
  2008, p. 34